# 사이키델릭 소울
사이키델릭 소울(Psychedelic soul)은 소울 뮤직(Soul)에 펑크(funk)와 사이키델릭적인 음을 넣은 소울 음악의 일종으로, 1960년대 말에서 1970년대 초까지 꾸준한 인기를 얻었다. 
이 장르의 대표적인 가수로는 마빈 게이, 슈프림즈, 템페테이션즈 등의 모타운 레코드 소속 가수들과 슬라이 앤 더 패밀리 스톤, 더 챔버스 브라더스, 더 핍프츠 디멘션 등의 가수들이 있다.
싸이키델릭 소울은 대체적으로 소울 음악보다 어둡고 펑키한 리듬을 지니고 있었다. 이 장르는 디스코의 발전에도 영향을 주었다.

## 같이 보기
- 사이키델릭 팝